# Donna Leon – Endlich mein
Endlich mein ist ein deutscher Fernsehfilm von Sigi Rothemund aus dem Jahr 2018, der auf dem gleichnamigen Roman von Donna Leon basiert. Es handelt sich um die 24. Episode der ARD-Kriminalfilmreihe Donna Leon mit Uwe Kockisch als Commissario Brunetti in der Hauptrolle. Julia Jäger ist als Brunettis Ehefrau Paola besetzt, Michael Degen in der wiederkehrenden Rolle des Vice Questore Patta und Annett Renneberg als Signorina Elettra Zorzi. Karl Fischer verkörpert Brunettis Assistenten Vianello. Die Haupt-Gastrollen dieser Folge sind besetzt mit Dietmar Mössmer, Leslie Malton, Jürgen Tarrach, Edin Hasanović, Cornelia Gröschel, Lucie Aron und Hannes Hellmann.

## Handlung
Eine junge Frau hat einen Disput mit einer Dame, die vom Alter her ihre Mutter sein könnte. Es geht um eine Eintrittskarte für die Oper Tosca, die diese ihr verweigert. Als sie sich selbst eine auf dem Tisch liegende Karte nehmen will, ohrfeigt die ältere Frau sie, woraufhin die jüngere eine Schere ergreift und die Frau ersticht.
Acht Jahre später: Flavia Petrelli, eine weltberühmte Operndiva, plant ihr Comeback in der Oper von Venedig, nachdem sie fünf Jahre lang nicht mehr aufgetreten war. Wenige Tage vor der anstehenden Premiere machen sich Gewerkschaftler die Aufmerksamkeit, die dieses Ereignis in der gesamten Weltpresse auf sich zieht, zunutze, um gegen die Kommerzialisierung des Kulturbetriebes zu protestieren. Ihr Streik dient auch dazu, den Opernbetrieb zum Erliegen kommen zu lassen. Ein Boot für Fahrdienste geht währenddessen durch eine Explosion in Flammen auf. Commissario Brunetti und Sergente Vianello begeben sich zum Ort des Geschehens. Der Intendant Luigi Barone ist außer sich über die Geschehnisse. Ein Gespräch mit Flavia Petrelli, die die Explosion unmittelbar gehört hat, bleibt ohne Ergebnis. Brunetti hat den Anführer der Gewerkschafter, Andrea Santello, vorgeladen. Dessen Schwester Francesca arbeitet als Garderobiere für Petrelli.
Der auf dem halb verbrannten Boot hinterlassene Spruch konnte wiederhergestellt werden. Er stammt aus der Oper Tosca und lautet: „Erstickst du nun im Blut. Stirb in Verdammnis, stirb!“ Ein Anruf von Vianello alarmiert Brunetti, es gibt eine Leiche. Ein Gondoliere hat gesehen, wie jemand eine Frau die Treppe hinuntergestoßen hat. Allerdings habe er nur einen Schatten hinter der Frau bemerkt, der sie gestoßen habe. Er sei gleich zu der Frau gegangen, sie habe sich aber nicht mehr gerührt. Dr. Aurino äußert gegenüber Brunetti, die Frau habe sich das Genick gebrochen, jemand habe sie mit äußerster Gewalt gestoßen. Die Tote ist Francesca Santello.
Die Presse lanciert eine Meldung, die Andrea Santello als Täter vorverurteilt. Vice-Questore Patta, Brunettis Vorgesetzter, ist daran nicht ganz unschuldig. Ihm ist nur daran gelegen, dass der Streik zum Erliegen kommt, der in seinen Augen die Premiere von Tosca gefährdet. Freddy, er ist Petrellis Manager, wiederum will Brunetti und Vianello davon abhalten, mit Petrelli über den Tod von Francesca Santello zu sprechen, da diese ein ganz besonderer Mensch für die Sängerin gewesen sei. Petrelli erzählt, dass sie Francesca den Abend zuvor Gesangsunterricht gegeben habe, sie arbeite nur während der Ferien bei ihr, sonst studiere sie in Rom Gesang. Sie habe eine bemerkenswerte Stimme. Als Brunetti ihr erzählt, dass die junge Frau tot ist, trifft das die Sängerin sehr. Brunettis indirekte Frage, ob sie eine Beziehung mit Santello gehabt habe, findet sie empörend.
Inzwischen steht fest, dass über das Boot Brandbeschleuniger ausgeleert und die Batterie kurzgeschlossen wurde. Als der Motor dann gestartet wurde, kam es zu einer Explosion. Es war also ein Anschlag. Ein Mann wurde erheblich verletzt. Brunetti und Vianello sprechen mit dem Tenor Riccardo Bragadin, der das Boot eigentlich benutzen sollte. Sein Fahrer sei schon mal vorgegangen, da es bei ihm etwas länger gedauert habe, erläutert er. Dann erzählt er den Beamten von einem Anruf, in dem eine verzerrte Stimme ihn beschimpft habe als Wichtigtuer und darauf verwiesen habe, dass der wirkliche Star Flavia Petrelli sei. Er habe grinsen müssen, woraufhin die Stimme ihn aufgefordert habe, mit dem Grinsen aufzuhören, so, als sehe ihn die anrufende Person. Während des Anrufs sei er oben im Haus in den Proberäumen gewesen. Brunetti und Vianello finden den Ort, an dem die beobachtende Person sich aufgehalten haben könnte. Elettra Zorzi, die Vice-Questore Patta äußerst effizient zuarbeitet, sich momentan aber den Streikenden angeschlossen hat, stellt Brunetti zuliebe fest, dass es sich bei der betreffenden Person um eine junge Frau in schwarzer Kleidung handelt. Auf einem Überwachungsvideo sieht man, dass sie sich hastig von dem Gebäude entfernt.
Als Nächstes wird ein Anschlag auf Petrellis Manager Freddy verübt. Er wird verletzt abtransportiert. Es stellt sich heraus, dass Freddy eine sehr wertvolle Kette Petrellis unterschlagen hat und verkaufen wollte. Zorzi findet auch heraus, woher die Kette stammt und für wen sie vor über 30 Jahren angefertigt worden ist, nämlich für den Unternehmer Dr. Maurice Lemieux, der sie vermutlich seiner Frau Elena geschenkt hat. Das Paar habe drei Töchter Lucie, Chantal und Ann-Sophie. Ann-Sophie habe in Mailand Gesang studiert, aber abgebrochen und sie sei im Gefängnis gewesen. Sie habe ihre Mutter mit 17 Stichen mit einer Schere getötet. Sie habe mildernde Umstände bekommen, da ihre Mutter sie offensichtlich jahrelang terrorisiert habe. Sie habe eine große Opernsängerin aus ihr machen wollen, habe sie endlos gedrillt, mit 14 in ein Musikinternat gesteckt und sie, nachdem sie dort rausgeflogen war, fallen gelassen. Auf Vianellos Frage, wie wertvoll die Kette eigentlich sei, erwidert Zorzi, allein einer der größeren sieben Steine habe einen Wert von 40.000 Euro.
Nachdem eine Einigung mit den Gewerkschaftlern erzielt werden konnte, soll die Premiere mit Flavia Petrelli wie geplant stattfinden. Brunetti befürchtet, dass Ann-Sophie Lemieux für diesen Tag etwas Fürchterliches plant, kann aber nicht verhindern, dass die Aufführung stattfindet. So bleibt ihm nur, zahlreiche Beamte in der ausverkauften Oper zu verteilen. Allerdings hat Lemieux es trotzdem geschafft, sich Zutritt zum Bereich oberhalb der Bühne zu verschaffen. Nachdem ihr Plan mit einem Bühnenmesser, das sie gegen ein echtes ausgetauscht hat, misslingt, kommt sie aus ihrem Versteck und bedroht den Darsteller des Polizeichefs Scarpia mit einem Messer. Petrelli gelingt es durch ihre einfühlsame Ansprache, Lemieux dazu zu bringen, von dem Mann abzulassen. Sie wird festgenommen. Die junge Frau hatte sich in ihre krankhafte Verehrung für Petrelli so hineingesteigert, dass sie sie zum Inhalt ihres Lebens machte. In jedem, der Petrelli zu nahekam, sah sie eine potentielle Gefahr.

## Produktion

### Produktionsnotizen
Endlich mein wurde vom 19. Mai bis zum 19. Juli 2016 in Venedig und Umgebung gedreht. Die Redaktion lag bei Barbara Süßmann und Sascha Schwingel, die Aufnahmeleitung bei Michael Zimmermann und Stephan Bechem, die Produktionsleitung bei Jürgen Schott und die Herstellungsleitung bei Holger Krenz und Kirsten Frehse (ARD Degeto). 
Zwei frühere Bestsellerverfilmungen Venezianisches Finale und Acqua Alta bilden den Hintergrund für diesen Fall, in dem es um Starruhm und dessen Vergänglichkeit geht. Sigi Rothemund, der bei der Reihe ab Folge 3 Regie führte, inszenierte auch diese beiden Folgen. Silvanao Carroli leiht Vladimir Korneev, der den Tenor Riccardo Bragadin spielt, seine Stimme beim Gesang, bei Leslie Malton, die die Opernsängerin Flavia Petrelli darstellt, ist es Ingrid Kaiserfeld.

### Veröffentlichung
Die Erstausstrahlung des Films erfolgte am 29. März 2018 im Programm der ARD Das Erste zur Hauptsendezeit. Das Studio Leonine gab den Film am 30. März 2018 zusammen mit der vorhergehenden Folge Tod zwischen den Zeilen auf DVD heraus.

## Rezeption
Der Film wurde bei seiner Erstausstrahlung von 6,69 Mio. Zuschauern eingeschaltet. Der Marktanteil lag bei 22 Prozent.

### Kritik
Die Kritiker der Fernsehzeitschrift TV Spielfilm gaben dem Film eine mittlere Wertung und zeigten mit dem Daumen zur Seite. Zwar konstatierten sie, „die Darsteller agieren anständig, Venedig und das Gran Teatro La Fenice sind toll fotografiert, und die Opernaufnahmen mit der Sopranistin Nelly Miricioiu verzaubern“, jedoch habe die Geschichte „um unerfülltes, wahnhaftes Verlangen“ sie „nicht in den Bann“ gezogen. Fazit: „Große Oper läuft heute definitiv woanders…“
Tilmann P. Gangloff gab dem Film auf der Seite tittelbach.tv 3,5 von sechs möglichen Sternen und meinte, Commissario Brunettis 24. Fall, der im Opernmilieu spielt, habe „dank des berühmten Teatro La Fenice noch mehr Schauwerte zu bieten als sonst“. Im Rahmen der Donna-Leon-Reihe erfülle Endlich mein „also alle Erwartungen“, aber „Manches“ wirke auch „routiniert, wenn nicht gar gediegen“. Weiter führte Gangloff aus: „Vielleicht wäre es an der Zeit, den Krimis frische Impulse zu geben; nach zwei Dutzend Venedig-Filmen besteht die größte Herausforderung für das Gespann Rothemund/Rogulj (Regie/Kamera) vermutlich darin, immer wieder neue Bilder der Lagunenstadt zu finden. Sehenswert ist der Film dennoch: Die Geschichte über eine Opernsängerin, der ein Super-Fan nachstellt, ist nicht uninteressant, und Leslie Malton ist eine vorzügliche Besetzung für die Rolle der Diva.“ Es werde zwar „viel gesungen, aber mehr noch als die Opernliebhaber“ kämen „dank der vielen Außenaufnahmen und einiger Panoramaschwenk die Venedigfreunde auf ihre Kosten“. Die Opernszenen seien „zwar nicht im echten Teatro La Fenice entstanden, aber trotzdem prachtvoll anzuschauen“. Mit „der ganzen Erfahrung von weit über 100 Filmen“ erwecke „Rothemund den Eindruck, die Aufnahmen des spannenden letzten Akts seien tatsächlich vor vollem Haus mit tausend Besuchern entstanden“. Leslie Malton neige gern „zu einer gewissen Grandezza, die nicht immer zu ihren Figuren“ passe, „doch für die Rolle [sei] sie genau die Richtige“.
Ulrich Feld bewertete den Film für die Frankfurter Neue Presse und zog das Fazit: „Die neueste Donna Leon-Verfilmung wandelt unverkennbar auf den Spuren des Phantoms der Oper. Wobei aber eher die Optik und die Musik überzeugen.“ Die Schauspieler machten „ihre Sache zwar gut, vor allem Leslie Malton. Die Auflösung aber, vor allem die Mörderin“, erscheine „verglichen mit den Schauwerten deutlich zu holzschnittartig“. So bleibe „immerhin ein Krimi übrig, der in manchen Zuschauern Lust darauf wecken könnte, mal wieder in die Oper zu gehen“.